# SPARKOH!
Pour les articles homonymes, voir Pass.
 (mai 2025).
 (mai 2025).
Si vous disposez d'ouvrages ou d'articles de référence ou si vous connaissez des sites web de qualité traitant du thème abordé ici, merci de compléter l'article en donnant les références utiles à sa vérifiabilité et en les liant à la section « Notes et références ».
SPARKOH! est depuis septembre 2021 le nouveau nom du Parc d'aventures scientifiques et de société (Pass). Il s’agit d’une science center belge situé en Wallonie à Frameries, dans la région de Mons, en province de Hainaut.
Il est construit sur le site du Crachet et présente la particularité d’être le fruit de la réhabilitation d'un ancien charbonnage classé. Il a été conçu par le muséologue français Jean-Marc Providence qui en a été directeur général jusqu'en 2005. Le projet architectural a été mené par Jean Nouvel, qui s'est inspiré de l'ancien parcours du charbon pour la rénovation de plusieurs bâtiments.

## Histoire

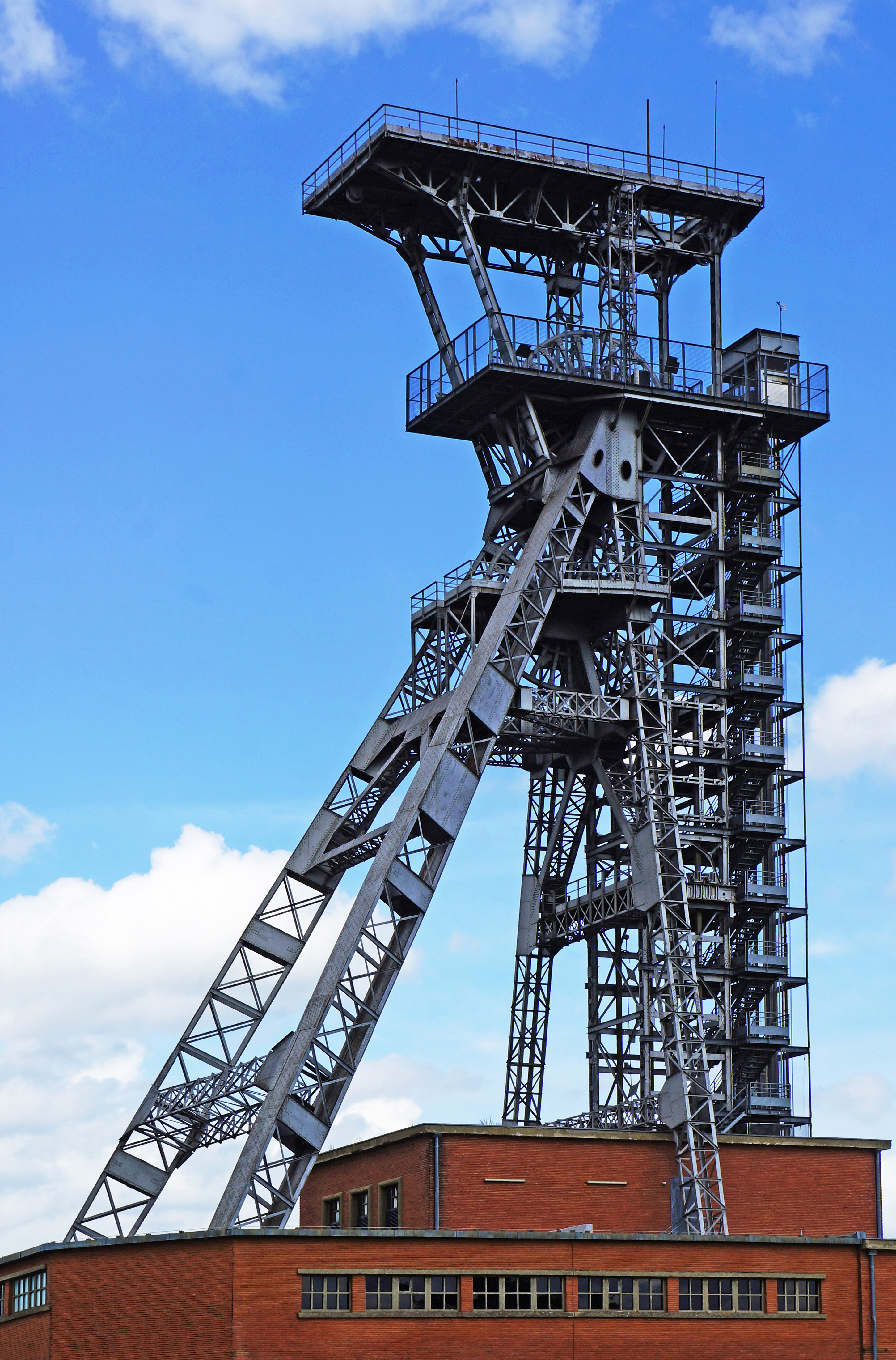
Le chevalement.

Le site du SPARKOH! repose sur l’ancien site minier « Crachet Picquery » où est exploité le charbon de manière artisanale du XIIIe siècle XVIIe siècle. À partir du XVIIIe siècle, l'activité se fait plus florissante sous la directive du valenciennois Nicolas Piérache. Le site est nommé « Crachet » en référence à l’antique lampe à huile utilisée par les mineurs jusqu’à la fin du XVIIIe siècle.
De nombreux événements historiques accompagnant la naissance de la Belgique marquent l’expansion du charbonnage et expliquent les multiples ventes du site. En 1835, Crachet est vendu à la Société de Commerce, filiale de la Société Générale avant d’être cédé en 1857 à la Société de Picquery. S’ensuit la naissance de la Société Anonyme de Crachet. Le manque de fonds pour explorer les veines profondes amène la société à se séparer du site, racheté par la Société du Levant de Flénu, qui s’en sépare à son tour en 1896. L’exploitation minière se poursuit durant le siècle suivant, mais rencontre de nombreux obstacles. Le manque de main d’œuvre et de modernisation des infrastructures, ainsi que la concurrence et les réticences des travailleurs mènent petit à petit au déclin du charbonnage.
Dans les années 1950, le Plan Marshall américain permet d’apporter les fonds nécessaires à certains pays européens pour relancer l’industrie mise à mal par la Seconde Guerre mondiale. Les sites d’exploitation minière sont ainsi modernisés en partie. Crachet, ainsi que plusieurs autres sites de la région, Wasmes, Hornu, l’Agrappe, le Midi de l’Agrappe et l’Escouffiaux, sont rassemblés sous la dénomination Charbonnages du Borinage S.A. Une dizaine d’années plus tard, le 16 juillet 1960, le dernier puits en activité de Crachet, le puits no 11, ferme, entre-autres, pour manque de rentabilité.
Conservé comme lieu de mémoire, le site est démantelé et revendu en partie à l’Intercommunale de Développement Économique (IDEA), en 1967. Le site est classé par la Région wallonne plus de vingt ans après en 1989. L’idée germe alors de réhabiliter le site et ses différents espaces.

### Naissance et ambitions

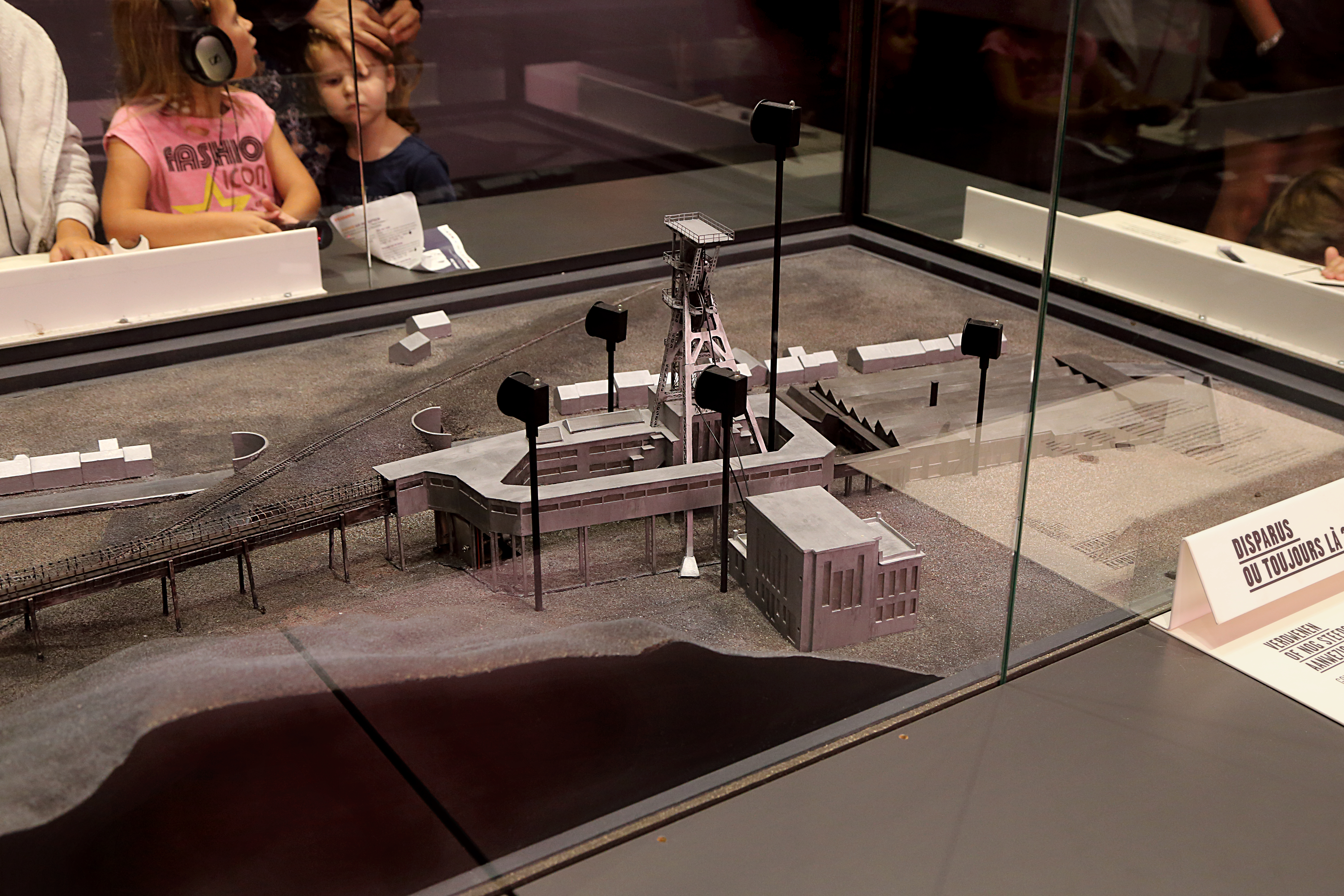
Maquette du charbonnage du Crachet.

À la fin des années 1990, l’idée d’un espace d’éveil aux sciences et aux technologies en Wallonie se précise sous l’initiative d’Albert Liénard, alors Ministre de Tutelle. Cette proposition s’oppose à celle de la mise en place d’un Musée de la Mine. Plusieurs associations se font face pour défendre leur projet. L’asbl « Site Crachet », « Musée de la Mine », et « Forum scientifique et technique ». C’est cette dernière qui verra son programme validé et déverrouillera les fonds nécessaires à sa mise en œuvre. 
Didier Donfut alors bourgmestre de Frameries, Anne-Marie Strauss, Directrice Générale des Technologies et de la Recherche à la Région wallonne et Jean-François Escarmelle Directeur Général à l’IDEA et propriétaire du site, appuient la décision de la Région wallonne dans la commande d’une étude de faisabilité. 
En 1997, un appel d’offres européen est lancé pour la prise en charge du projet de rénovation. À l’issue du concours, c’est l’architecte français Jean Nouvel qui est retenu par le jury, sa proposition respectant au mieux la volonté des commanditaires.  
C’est ainsi que SPARKOH! a ouvert ses portes en mai 2000 sous le nom de PASS. Le centre scientifique fonctionne aujourd’hui sous la forme d’une société coopérative (SC) et bénéficie d’un soutien financier dans le cadre d’un contrat de gestion avec la Région wallonne et la Fédération Wallonie-Bruxelles, ainsi que de l’appui de partenaires institutionnels et privés.

### Changement de nom
Le 25 septembre 2021, le Pass, Parc d’Aventures Scientifiques et de Société, change de nom et d’identité pour devenir SPARKOH!.  

## Galerie

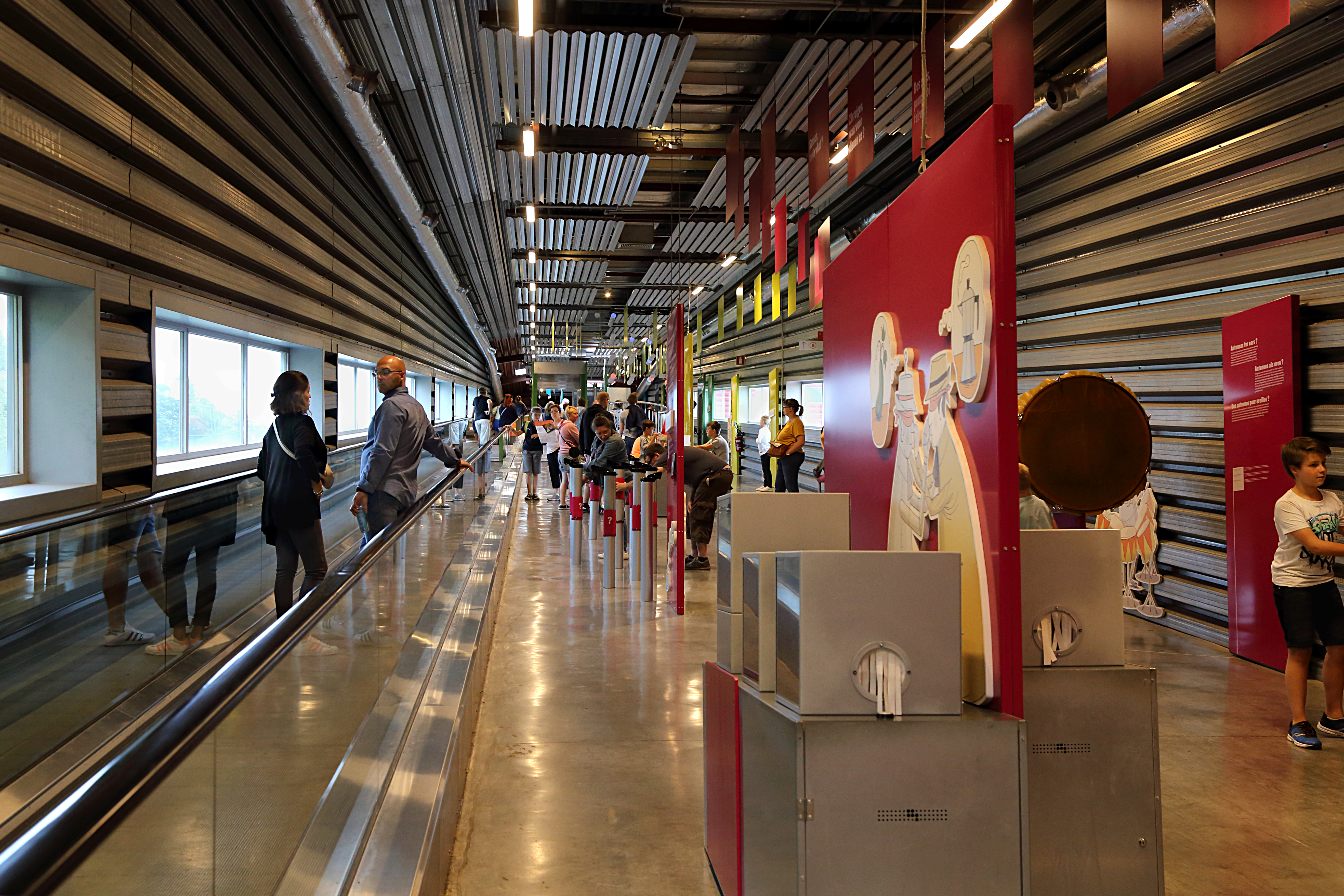
Une des salles, à gauche l'escalator.
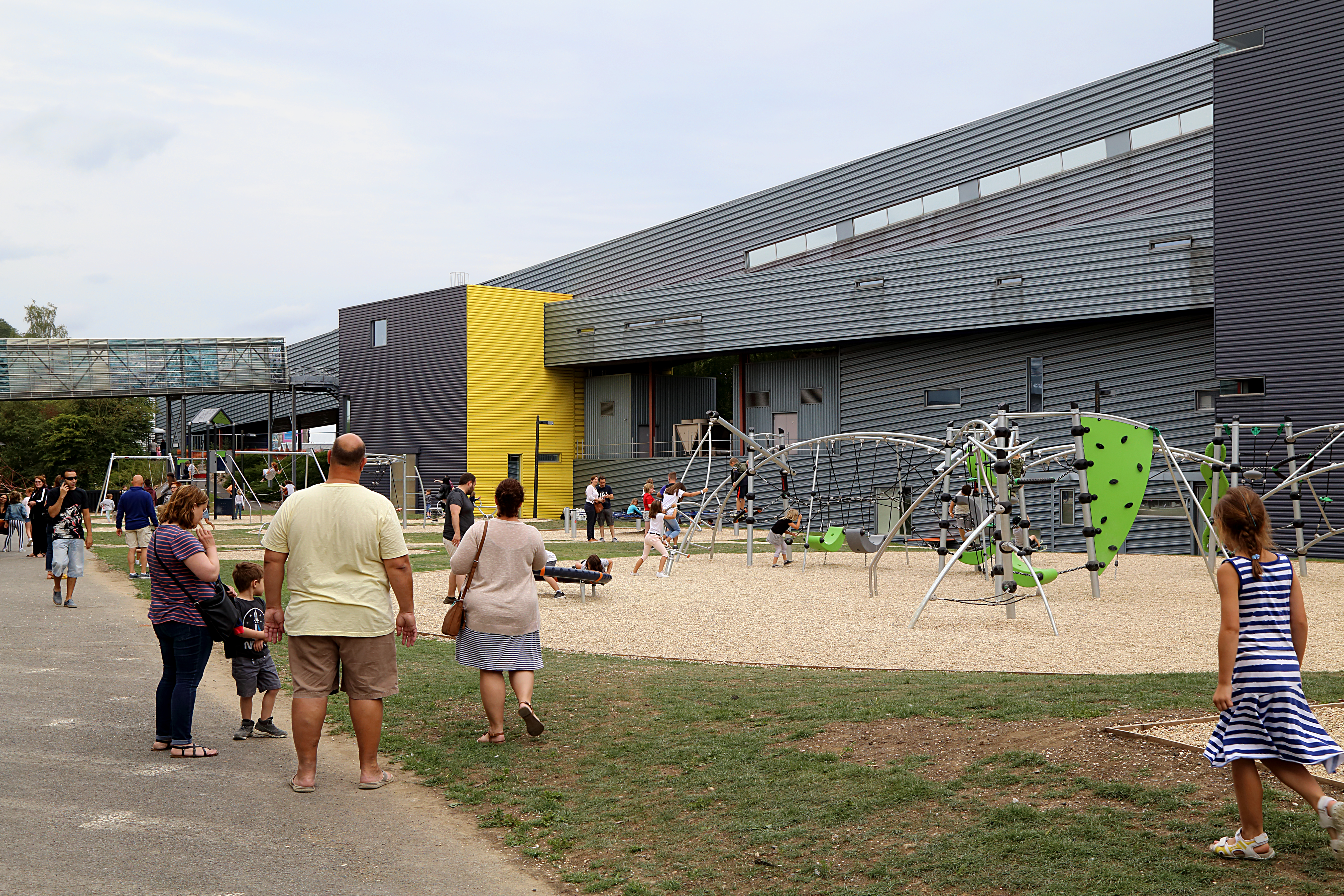
La plaine de jeux.
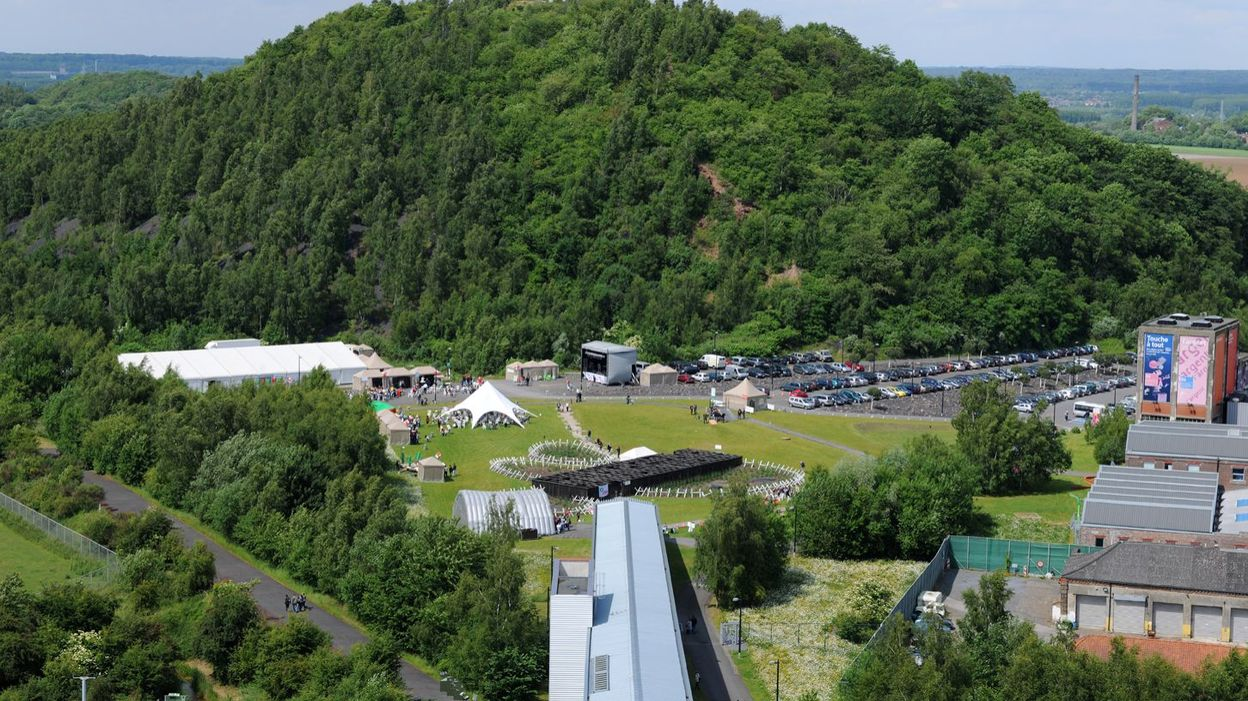
Le terril du Crachet à proximité du SparkOH!